# Религиозност
Религиозност je индивидуални став о вери и Богу, или веровање у натприродна бића и силе, који је као  систем таквих веровања заснован на сазнајном, емотивном и акцијској основи; субјективном доживљају, који у крајњем испољавању може бити и мистичан, и зато тешко подложан емпиријској провери.; 
У човековом животу религиозност спада у ред оних појава које захватају најдубље и најинтимније слојеве његове душе и ума, нарочито када је на делу „изворна”, „добра” побожност, а не формална повезаност за религију и цркву. У том смислу религиозна особа се  препознаје по његовим својствима, склоностима и манифестацијама, преко којих  унутрашњи живот религиозне особе настоји да се испољи — јер стреми да изађе у спољни свет.

## Синоними
Богоштовље, убеђење, закон, аман, вероисповед, иман, конфесија, аманет, вера, побожност, вероисповест, верозакон, веровање, канон, црква, култ.

## Општа разматрања
Дати потпуно одговор на питање, шта је то религиозност, са великом тачношћу, уопште није лако и једноставно. Јер религиозност је једно од најтананијих и најдубљих питања која се тичу људског бића, „смештено” у најинтимнијој сфери унутрашњег света, где је много тога у тој мери „ваздушасто“ и неухватљиво, и не да се адекватно изразити и описати, тако да се понекад чини да је апсолутно немогуће приближити се истраживаном предмету, да и не говоримо о његовим логичким дефиницијама и о њиховој исцрпној тачности.

Како, између вере и неверовања, између религиозности и нерелигиозности постоји мноштво специфичних прелазних стања човек се често колеба, када је неодлучан, несигуран, сумњичав и непостојан, при чему постоје путеви који из ових стања уздижу до истинске вере, и други путеви који воде у слепо огорчење. У том смислу понекад се испод плашта
...теоретског неверовања у тајности живи права и дубока религиозност; и, обрнуто, често се иза јарко изражене црквене побожности скрива апсолутно недуховна душа са њеним потпуно безосећајним и бесрчаним психичким механизмима, познатим у науци под именом „наметљиви“ или „панични“…
 

Религиозним човеком треба називати само онога ко је успео да постигне духовно јединство — иако човек то јединство духа често постиже само у најтежим тренуцима свога живота  — кад он и јесте заиста религиозан.
Ако је човек духовно слаб, расцепљен или сметен, то онда значи да се његова религиозност тек јавља или се, напротив, разлаже и умире. У том случају, он не може да се моли; а онај, пак, ко је у таквом стању покушао да се моли, тај добро зна да је то био покушај прибирања у једно, духовног усредсређивања и узношења ка целовитости, покушај да, макар и на тренутак, постане духовно-тотално биће…

### Религија и религиозност
Религија се односи на један систем веровања који уједињује на свој начин хришћанство, јудаизам и друге  религије, тако да она било да је јавна или нема свој систем веровања у правила, ритуале, и све оно што је чини. 
Религиозност, укључује однос човека према религији, Богу и, наравно, начин на који верник изражава овај однос, како се моли, слави, учествује у одређеним ритуалима (обредима). За боље разумијевање појма религиозности, важно је приметити две ствари: 
- Прва је — да с једне стране, религиозност подразумева суштински људски став према божанству (божанском),
- Друга је — димензија или комплексност (сложеност) чина кроз који човек изражава свој однос према Богу.

Данашњи став о религији и религиозности
За разлику од прошлих времена, када је религија била доминантна широм света, данас је све теже дефинисати јасну границу између особа које себе сматрају религиозним и оних који то нису, између верника и неверника, између хришћана и припадника других конфесија. 
Утом смислу, данас, када неко каже да ја верујем у Бога, не можемо тачно да знамо да ли је то лични Бог или неко посебно божанство. Према томе данас се сматра, да бити религиозан означава припадност одређеној конфесији или верској институцији, а не став према одређеном божанству.

### Веровање
Веровање претпоставља да појединац прихвата темељне истине - догму одређене религије. Ова димензија вере, представља окосницу религиозности, и она је фундаментална, јер нам логика говори на чему се заснива одређена вера? То су основне истине од инкарнације, смрти, васкрсења, узвишења. 
Ако религиозна особа не верује у догму да нпр. да свето крштење ослобађа верника од греха итд,таква особа нема чврсто веровање. У оквиру религијског веровања постоји fides quae што значи да је веровање неке особе на нивоу верске истине. Други ниво религиозног веровања је много важнији, а то је прихватање ових верских истина изнутра. То је ниво веровања, када верујућа особа не само да верује верске истине већ се и ослањате на њих у свакодневном животу.
Како је однос према Богу у пракси немерљив, науци је тешко да измери и каже колико ко верује. Она то може само закључити индиректно, на основу тога колико вера обликује ставове, етичко-моралне принципе и понашања појединца, што је видљиво, па на известан начин и мерљиво. А како су уверења повезана са ставовима и вредностима, који се стичу социјализацијом, вера може али не мора да утиче битно на понашање, јер се обично веровања тешко мењају.

### Статистика
Колико је значајна религиозност говоре статистички подаци, да скоро 5,8 милијарди људи, или скоро 84 процената становника наше планете за себе ће рећи да су религиозни. Бити део једне од најважнијих — владајућих  светских религија, доказујући то све време кроз историју, да су  моћан фактор у обликовању друштва. У име религије, стварале су се и рушиле нације, водили ратови, мењале читаве цивилизације.
| 90%−100% 80%−89% 70%−79% 60%−69% | 50%−59% 40%−49% 30%−39% 20%−29% | 10%−19% 0%−9% нема података |

## Економска неједнакост и религиозност
Ако пођемо од поставке да економска неједнакост представља разлике у приходима између богатих и сиромашних, или јаз у економском богатству међу државама, у контексту распрострањености религиозности у друштву, економска неједнакост се може посматрати и као јаз у дистрибуцији богатства, или, разлика у приходима између богатих и сиромашних појединаца и или група унутар једне заједнице.
Да би одговорио на ово питање, британски социолог Томас Риз израчунао је Ђинијев коефицијент, стандардну статистичку меру економске неједнакости, за 67 земаља различитих степена економског и технолошког развоја. Затим је за сваку од ових земаља израчунат индекс религиозности - моћ верских веровања верника, операционализовану као број молитви у току дана.
 По овом Ризовом моделу, степен религиозности је виши у земљама са дубљим економским јазом између богатих и сиромашних. Јер сажето речено уместо да прихвате редистрибуцију богатства, елите се окрећу религији, шире је на сиромашне слојеве становништва, преусмјеравајући тако своје интересе са материјалног на духовно.